# Boemia
La Boemia (Čechy in ceco, Böhmen in tedesco) è una regione storica dell'Europa centrale, che occupa la parte centrale e occidentale della Repubblica Ceca. Con un'area di 52 065 km² e 6 900 000 abitanti, la Boemia confina a nord e ad ovest con la Germania (rispettivamente coi Länder di Sassonia e Baviera), a nordest con la Polonia, ad est con la regione ceca della Moravia e a sud con l'Austria.

## Geografia
La Boemia è una regione nettamente delimitata in tutte le direzioni dalle montagne del quadrilatero boemo: la Selva Boema (Šumava, ted. Böhmerwald) la divide a sudovest dalla Baviera; i Monti Metalliferi (Krušné Hory, ted. Erzgebirge) la separano a nordovest dalla Sassonia; i Sudeti (ceco e polacco Sudety, ted. Sudeten) segnano il confine con la Polonia a nordest; infine le alture boemo-morave (Vysočina, ted. Böhmisch-mährische Höhe) confinano a sud e a sud-est con l'Austria e la Moravia.

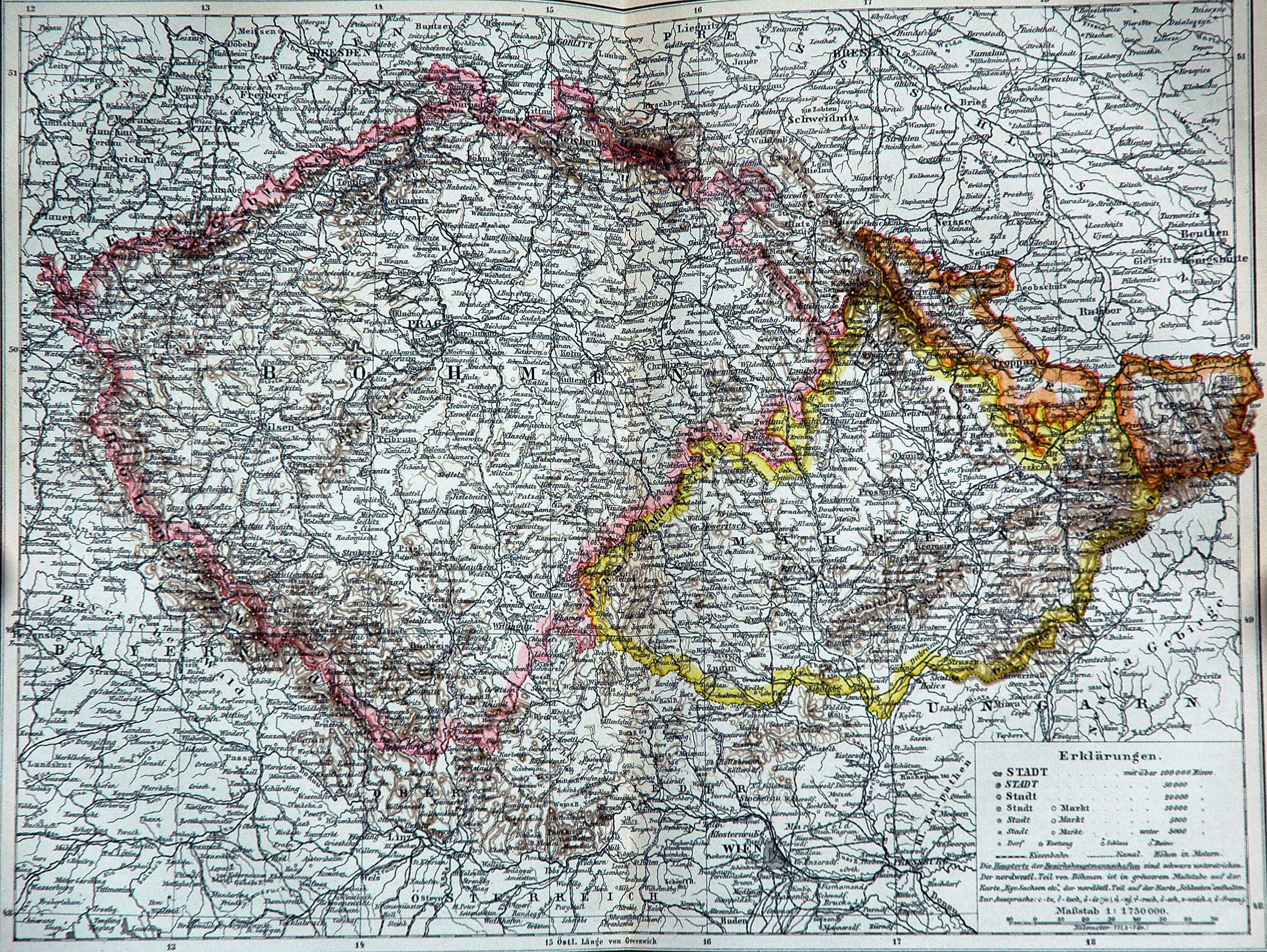
La Boemia

Capoluogo storico della regione è Praga (Praha); le altre principali città sono Plzeň, Liberec e České Budějovice.

## Storia
Alcuni storici di epoca romana fanno un chiaro riferimento a questa regione riferendosi ad essa con il nome di Boiohaemum (ovvero la terra dei Boi). Poiché gran parte del territorio boemo era teatro delle Invasioni barbariche soprattutto da parte delle tribù dei Germani e degli Slavi, la parte occidentale della Boemia venne fatta oggetto di conquista nel I secolo a.C. da parte delle tribù germaniche, probabilmente i Suebi e nello specifico le tribù dei Marcomanni. Ciò indusse le popolazioni dei Boi a spostarsi per la maggior parte verso ovest, nei territori della moderna Svizzera e nel sudest della Gallia, mentre le popolazioni che restarono vennero ben presto assorbite dai Marcomanni. Dopo un'ulteriore migrazione dei Marcomanni verso sudovest, il territorio boemo da essi occupato fu colonizzato dagli antenati slavi dell'attuale popolazione ceca intorno al VI secolo.

### La dinastia přemyslide
Dopo essersi liberati dalla dominazione degli Avari nel VII secolo, gli abitanti di origine slava della Boemia vennero governati, a partire dal IX secolo dalla dinastia přemyslide che continuò a regnare fino al 1306. Con la conversione del territorio boemo alla religione cristiana, vennero strette nuove alleanze con i regni franchi dell'allora Impero carolingio, che avrebbero poi costituito il nocciolo del Sacro Romano Impero, di cui la Boemia divenne uno Stato indipendente a partire dal X secolo.
Il primo sovrano a fare uso del titolo di Re di Boemia fu il duca della dinastia přemyslide Vratislao II nel 1085, seguito da Vladislao II nel 1158, tuttavia i loro eredi continuarono a fare uso del titolo nobiliare di duchi. Il titolo di re divenne definitivamente ereditario a partire dal 1198 sotto il regno di Ottocaro I.

### Gli hussiti e gli Asburgo
Sin dal 1310 la Boemia (e la Moravia e la Slesia a essa sottoposte) era divenuta possedimento di una dinastia "straniera", quella dei Lussemburgo.
Nel 1378, alla morte dell'imperatore Carlo IV (re di Boemia con il nome di Carlo I), era salito al trono il figlio di quest'ultimo, Venceslao IV, osteggiato dalla nobiltà nonché dal fratello Sigismondo.
Venceslao sarebbe morto nel 1419, poco dopo l'atto che avrebbe innescato la miccia rivoluzionaria hussita.
Fu il fratello a rivendicare la corona e a tentare di riportare all'obbedienza i rivoltosi, capeggiando contro di essi ben cinque crociate dagli esiti disastrosi. Solo nel 1436 riuscì, tramite l'accettazione dei Compactata, a insediarsi sul trono. 
Tuttavia sarebbe morto l'anno successivo senza eredi, e dopo una breve parentesi con Alberto II d'Asburgo, la corona Boema restò di nuovo senza testa nel 1439.
In questo vuoto di potere, durato fino al 1453 (l'Asburgo aveva lasciato un erede in grembo alla moglie, Ladislao il Postumo, che salirà al trono appunto in quell'anno), salirono alla ribalta alcune famiglie nobiliari tra cui i signori di Kunštát e Poděbrady, legati tra l'altro all'utraquismo.
Giorgio di Poděbrady iniziò la sua carriera nell'amministrazione come prefetto della regione di Mladá Boleslav.
Riuscì ad entrare nell'organismo di governo della Boemia e nel 1448, in seguito ad un tentativo cattolico di annullare i Compactata da lui sventato, prese il posto di governatore del regno fino alla salita al trono di Ladislao, come già detto, nel 1453.
Tuttavia Ladislao venne a morte nel 1457, senza lasciare eredi.
A questo punto gli ordini del regno ne approfittarono per eleggere un monarca nazionale, e la scelta cadde su Giorgio, che nel 1458 fu incoronato re di Boemia e margravio di Moravia.
La sua elezione fu contestata dal re di Ungheria Mattia Corvino, che scatenò la guerra di Boemia e riuscì nel 1469 a farsi eleggere re di Boemia dai cattolici. Mattia contese il legittimo potere con Giorgio fino al 1471, quando questi venne a mancare, e con il suo successore legittimamente eletto, Ladislao II di Boemia, della dinastia lituano-polacca degli Jagelloni. Alla morte di Mattia nel 1490, la corona rimase sul capo di Ladislao e quindi passò al figlio Luigi II d'Ungheria e Boemia.
Nel 1526 Luigi morì nella 
battaglia di Mohács senza lasciare eredi legittimi; la corona fu rivendicata da Ferdinando I d'Asburgo, cognato di Luigi in quanto marito di Anna Jagellone, figlia del re Ladislao II e quindi sorella di Luigi. Il 24 ottobre 1526 la Dieta boema elesse Ferdinando re di Boemia, che diventò parte dei domini asburgici, perdendo di fatto la sua indipendenza fino al 1918, quando nacque la Cecoslovacchia.
Successivamente la Cecoslovacchia nel 1993 si dividerà nei due stati di Slovacchia e Repubblica Ceca, i confini di quest'ultima sono dati dall'unione territoriale di Boemia, Moravia e Alta Slesia Ceca.

## Arte
Dopo l'XI secolo comparvero le prime evidenze di uno stile artistico di tipo boemo. In esso confluiscono vari aspetti esterni e se elementi sassoni si evidenziarono nel castello di Praga, nella chiesa di San Giorgio della stessa città la struttura mostrò contributi di marca lombarda. In questo secolo si diffuse la miniatura nata da un compromesso stilistico fra il classico e il bizantino mediato dal gusto tedesco, ma che alla fine si rivelò già un prodotto boemo.

Il XII secolo vedrà la luce di numerosi edifici civili importanti e dal 1200 in poi si propagò il gotico che vide nella chiesa del San Salvatore praghese la sua massima espressione.

Nel XIV secolo il clima umanistico favorì un forte risveglio artistico attorno alla corte di Praga, manifestandosi con l'elevazione della pittura al rango europeo, e accanto alle forti influenze italiane, senesi e bolognesi soprattutto, francesi e tedesche si formò un gusto boemo nel colore acceso ma delicato, nei chiaroscuri, nelle strutture velate, nell'espressività delle narrazioni. Verso la metà del Trecento, grazie al mecenatismo degli imperatori Carlo e Venceslao IV si assistette ad una fioritura complessiva delle arti, dalla architettura, con la chiesa di Santo Stefano di Praga a due navate e la cappella della chiesa di San Nicola, alla pittura, con i primi polittici che sono anticipatori di aspetti olandesi, italiani e catalani.
 A tale proposito è importante ricordare il Trittico e il Dittico del Castello imperiale di Karlštejn, commissionati a Tommaso da Modena dove «non si può sottovalutare il peso di un'eredità tommasesca, trasmessa con insopprimibile evidenza in certi aspetti della pittura boema della seconda metà del secolo XIV».
Dal 1400 penetrarono motivi rinascimentali, dapprima nelle decorazioni e poi nelle costruzioni, come ad esempio il Museo Militare di Praga, mentre nel secolo successivo si impose la pittura con i quadri di Bartholomäus Spranger.

La scuola italiana si mise in luce nel XVII secolo con il Barocco, basti pensare al palazzo Czernin praghese e ai monumenti tombali, alle statue e ai gruppi, mentre in pittura si segnalò Karel Škréta. Dal secolo successivo scemò lo stile ed un'arte propriamente boema, per lasciare spazio al neoclassicismo, al Romanticismo e al Verismo.

## Letteratura antica
Se le terre ceche rappresentano la culla delle lettere slave, dato che ospitarono la missione di Cirillo e Metodio, in Boemia si ebbero le prime manifestazioni in lingua slava nazionale frutto dell'evoluzione di quella paleoslava. Già nel XII secolo apparve il San Venceslao, una preghiera lirica dedicata al protettore della Boemia e dalla metà del Trecento la poesia riguardò anche tematiche profane dando l'avvio ad un gruppo di leggende sacre boeme. Nello stesso secolo si sviluppò la poesia satirica ben rappresentata dal "manoscritto di Hradec Kralové", tendente a condannare vizi e immoralità.

Nel Quattrocento si mise in evidenza lo scrittore e presbitero umanista Jan di Rabštein con la sua opera principale intitolata Dialogus (Dialogo, 1469).
Anche la nascita del teatro restò vincolata alle rappresentazioni sacre e solo dal XIV secolo vennero tradotti dal latino al ceco questi drammi sacri. Il più noto testo teatrale antico fu Il venditore di unguenti, ambientato nella Boemia medievale anche se tratto da un testo di Adam de la Halle.